# Девін Логан
Де́він Ло́ган (англ. Devin Logan; нар. 17 лютого 1993 Нассау, Нью-Йорк, США) — американська фристайлістка. Срібна призерка зимових Олімпійських ігор 2014 року.
Срібна призерка Європейських зимових екстремальних ігор 2012 року та бронзова призерка Європейських зимових екстремальних ігор 2011 року з суперпайпу.